# Juan de Santorcaz
Fray Juan de Santorcaz fue un fraile franciscano y teólogo que residió en el antiguo convento de San Buenaventura en Betancuria (Fuerteventura). Según la tradición popular, testigo de la aparición de la Virgen de la Peña.
Nació en la localidad de Santorcaz, cerca de Alcalá de Henares. Ingresó en el convento de Santa María de Rábida, pero posteriormente en 1444 se traslada al convento franciscano de San Buenaventura en Fuerteventura, junto a San Diego de Alcalá. En el convento, Fray Juan se ocupó de la formación educativa de los frailes y trascribió algunos libros de doctrina luliana.
Juan de Santorcaz falleció en Betancuria en 1485 siendo enterrado en el convento. Pronto sus restos comenzaron a ser objeto de devoción popular, si bien, Fray Juan de Santorcaz nunca ha sido canonizado, esto a diferencia de su compañero San Diego de Alcalá. Su corazón fue extraído y regalado a los Reyes Católicos, actualmente se encuentra en el Monasterio de El Escorial. En la Parroquia de Santa María de Betancuria se conservan algunos restos de sus huesos.